# Thomas Abbt

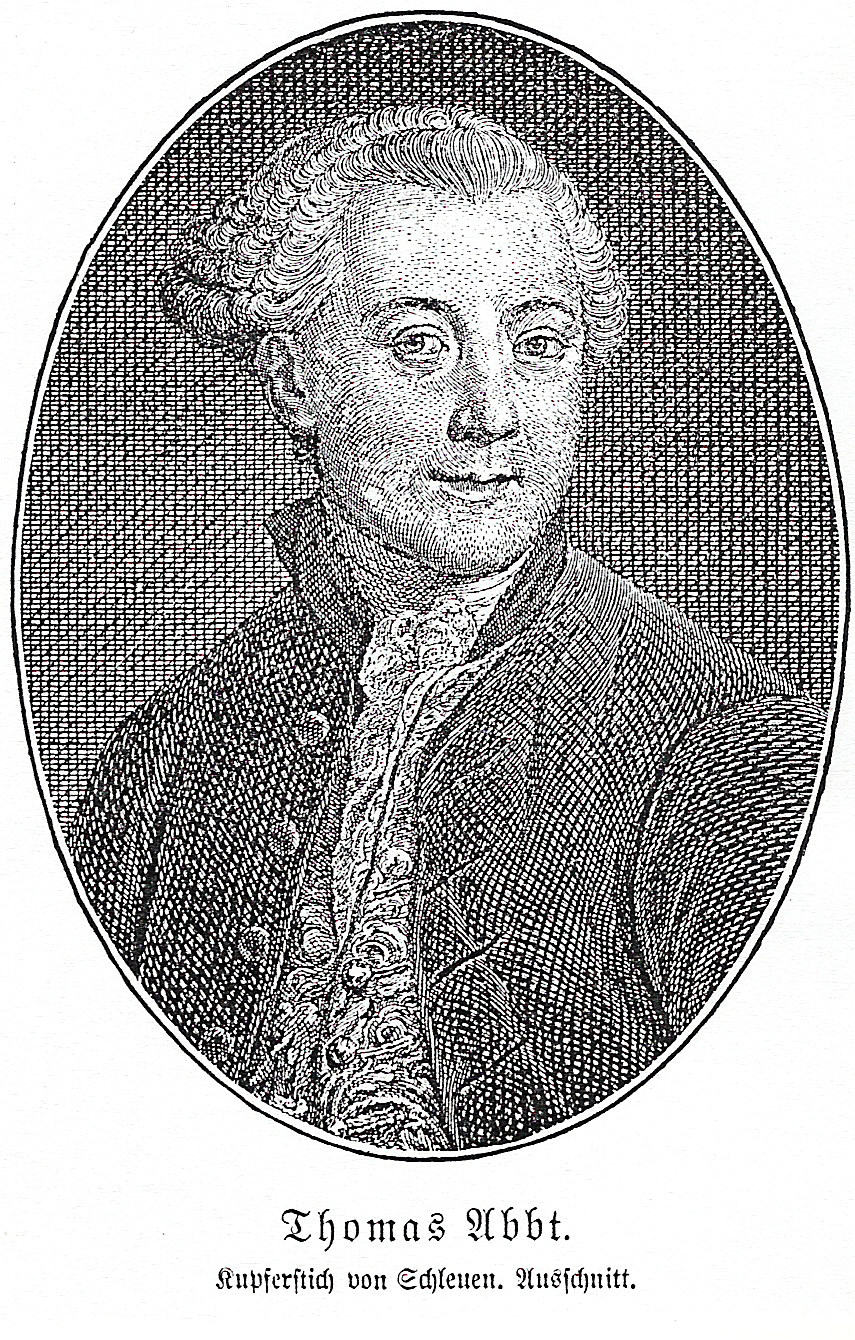
Thomas Abbt

Thomas Abbt (1738 - 1766) a fost un matematician, filozof și teolog german.
A studiat la Halle matematica, filozofia, teologia.
A fost profesor la Universitatea din Frankfurt (1760), apoi la Universitatea din Rinteln (1761).
A fost condus de ideile și lucrările lui Leibniz.
În 1763 participă la un concurs organizat de Academia din Berlin și având ca temă aplicațiile în metafizică ale demonstrațiilor matematice și la care au mai participat și filozofii Moses Mendelssohn (care iese câștigător) și Immanuel Kant.
Pe când se afla la Rinteln, Abbt a scris celebra sa lucrare Vom Verdienste, publicată în 1765.
Operele sale ordonate au fost tipărite în șase volume la Berlin (1768 - 1781), iar edițiile următoare în 1790 și 1884.